# Prémios Áquila de 2016
A 3.ª Edição dos Prémios Áquila ocorreu a 11 de dezembro de 2016, em Lisboa. Os nomeados foram revelados no dia 15 de novembro de 2016 e o período de votação on-line ao público para escolher os vencedores decorreu entre 22 e 30 do mesmo mês.
Esta é a primeira edição em que não se realizou a gala de entrega dos prémios, devido à falta de apoios financeiros. No entanto, houve uma sessão de anúncio dos vencedores em estúdio, que foi apresentada por Vasco Rosa, presidente da Fénix Associação Cinematográfica, e transmitida em direto no site oficial dos Prémios Áquila.

## Vencedores e nomeados
NotaOs vencedores estão destacados a negrito.

### Cinema
| Melhor filme | Melhor realizador |
| --- | --- |
| - Cartas da Guerra (O Som e a Fúria) - A Canção de Lisboa (Stopline Films) - Cinzento e Negro (Fado Filmes) - Jogo de Damas (R.I. Filmes)                                                                | - Luís Filipe Rocha, por Cinzento e Negro - Ivo Ferreira, por Cartas da Guerra - Leonel Vieira, por O Leão da Estrela - Patrícia Sequeira, por Jogo de Damas |
| Melhor ator principal | Melhor atriz principal |
| - Filipe Duarte, em Cinzento e Negro - César Mourão, em A Canção de Lisboa - José Mata, em Amor Impossível - Miguel Nunes, em Cartas da Guerra                                                           | - Maria Rueff, em O Amor É Lindo... Porque Sim! - Ana Padrão, em Jogo de Damas - Joana Bárcia, em Cinzento e Negro - Victoria Guerra, em Amor Impossível     |
| Melhor ator secundário | Melhor atriz secundária |
| - José Raposo, em O Leão da Estrela - Carloto Cotta, em As Mil e Uma Noites: Volume 2, O Desolado - Miguel Borges, em Cinzento e Negro - Pedro Lima, em A Uma Hora Incerta                               | - São José Lapa, em A Canção de Lisboa - Lia Carvalho, em Amor Impossível - Maria D'Aires, em Amor Impossível - Mónica Calle, em Cinzento e Negro            |
| Melhor argumento | |
| - Ivo Ferreira e Edgar Medina, por Cartas da Guerra - José Fonseca e Costa e Mário Botequilha, por Axilas - Luís Filipe Rocha, por Cinzento e Negro - Patrícia Sequeira e Filipa Leal, por Jogo de Damas | |

#### Filmes com múltiplas nomeações e prémios
| Nomeações | Filmes             |
| --------- | ------------------ |
| 7         | Cinzento e Negro   |
| 4         | Amor Impossível    |
| 4         | Cartas da Guerra   |
| 4         | Jogo de Damas      |
| 3         | A Canção de Lisboa |
| 2         | O Leão da Estrela  |

| Prémios | Filmes           |
| ------- | ---------------- |
| 2       | Cartas da Guerra |
| 2       | Cinzento e Negro |

### Televisão
| Melhor série, minissérie ou telefilme                                                                                                   | Melhor telenovela |
| --- | --- |
| - Massa Fresca (Plural Entertainment) - Dentro (SP Televisão) - Offline (Academia RTP) - Terapia (SP Televisão)                         | - A Impostora (Plural Entertainment) - Amor Maior (SP Televisão) - Rainha das Flores (SP Televisão) - Santa Bárbara (Plural Entertainment)        |
| Melhor ator principal | Melhor atriz principal |
| - Diogo Infante, em A Impostora - Albano Jerónimo, em Santa Bárbara - Gonçalo Diniz, em Rainha das Flores - José Fidalgo, em Amor Maior | - Isabel Abreu, em Rainha das Flores - Benedita Pereira, em Santa Bárbara - Fernanda Serrano, em A Impostora - São José Correia, em Santa Bárbara |
| Melhor ator secundário | Melhor atriz secundária |
| - Tiago Felizardo, em Santa Bárbara - Hugo Tavares, em Amor Maior - Jorge Corrula, em Amor Maior - Sabri Lucas, em A Impostora          | - Paula Lobo Antunes, em Santa Bárbara - Catarina Rebelo, em Amor Maior - Marina Mota, em Rainha das Flores - Susana Mendes, em Dentro            |

#### Programas de ficção com múltiplas nomeações e prémios
| Nomeações | Programa de ficção |
| --------- | ------------------ |
| 6         | Santa Bárbara      |
| 5         | Amor Maior         |
| 4         | A Impostora        |
| 4         | Rainha das Flores  |
| 2         | Dentro             |

| Prémios | Telenovela    |
| ------- | ------------- |
| 2       | A Impostora   |
| 2       | Santa Bárbara |

### Prémios especiais
Os prémios especiais são apenas votados pela comissão extraordinária dos Prémios Áquila e premiam em três categorias: revelação (Prémio Condor), carreira (Prémio Fénix) e papel no setor (Prémio Excelsior).

#### Prémio Condor
- Mariana Pacheco (atriz)

#### Prémio Fénix
- Luís Vicente (ator)

#### Prémio Excelsior
- CineGuia Portugal (diretório de audiovisual)